# Home movie
Un home movie è un breve film o video amatoriale, tipicamente girato con l'intenzione di preservare un ricordo di un'attività famigliare, di una vacanza o di un evento speciale e pensato per la fruizione privata, in casa, da parte di amici e famigliari.
Originariamente, gli home movies venivano girati in pellicola cinematografica in formati che di norma limitavano il cineamatore a circa tre minuti di bobina. La maggior parte dei formati di pellicola amatoriale erano senza sonoro.
Dal 1970 si è diffuso l'utilizzo di videocamere in grado di registrare un'ora o due di video su supporti relativamente economici, le videocassette. Le videocamere permettevano di registrare anche l'audio e il nastro magnetico non necessitava di essere sviluppato come accadeva per la pellicola. In seguito queste tecnologie sono state sostituite dalle videocamere digitali con memorie flash e schede di memoria. Più recentemente, gli smartphone hanno reso la creazione di home movies più facile, accessibile e immediata.
La linea di separazione tra la produzione cinematografica amatoriale e quella professionale è sempre meno netta, poiché la strumentazione in mano all'autore non professionista presenta sempre più spesso funzionalità che un tempo erano disponibili solo ai professionisti.
Negli ultimi decenni, estratti di home movies sono stati resi noti a pubblici molto più ampi grazie a serie e programmi televisivi in cui le riprese amatoriali sono protagoniste; in particolare ciò avviene tramite siti come YouTube (fondato nel 2005) basati sul contenuto generato dagli utenti.
L'uso di internet, sommato alla disponibilità di connessioni ad alta velocità, ha aperto a nuovi modi di condividere gli home movies, come i video blog (vlog).

## Storia
La crescita del patrimonio audiovisivo amatoriale è dipesa strettamente dalla diffusione di attrezzature a prezzi accessibili per i consumatori. L'introduzione di formati di pellicola adatti all'utilizzo amatoriale da parte di appassionati ha avuto inizio a pochi decenni dalla nascita del cinema.

### Formato 17,mm
Il formato Birtac da 17,5 mm è stato brevettato da Birt Acres nel 1898. Si trattava di pellicola standard da 35 mm divisa in due strisce e poteva essere caricato nella cinepresa anche alla luce del giorno. Poiché i fotogrammi misuravano la metà rispetto al formato 35 mm, il formato Birtac utilizzava solo il 25% della quantità di pellicola. Inoltre, la cinepresa fungeva anche da proiettore, riducendo fortemente anche i costi dell'apparecchiatura.

### Formato 9,5 mm
Nel 1922, l'azienda francese Pathé-Frères introdusse un nuovo formato di pellicola, il 9,5 mm, le cui perforazioni si trovavano tra un fotogramma e l'altro, anziché ai lati della pellicola, consentendo alle immagini di occuparne quasi l'intera larghezza. I fotogrammi risultanti erano quasi larghi e nitidi quanto il formato 16 mm, leggermente successivo, di cui gran parte della larghezza era occupata dalle perforazioni. Utilizzato sia per realizzare home movies che per vedere in casa versioni brevi di lungometraggi tradizionali, ha goduto di popolarità per diversi decenni in Europa, incluso il Regno Unito, restando a lungo praticamente sconosciuto negli Stati Uniti.

### "Safety film" e formato 16 mm
Fu di fondamentale importanza rendere la pellicola cinematografica destinata all'uso amatoriale più sicura, poiché l'utilizzo della pellicola in nitrato di cellulosa richiedeva una grande cautela in quanto altamente infiammabile. Il nitrato di cellulosa (o celluloide), se conservato in modo non adeguato, può prendere fuoco spontaneamente. Negli anni '20 la celluloide è stata sostituita dal triacetato di cellulosa e, in seguito, dal poliestere.
Il formato 16 mm, primo formato a non presentare questo rischio, è stato introdotto da Eastman Kodak nel 1923, diventando presto uno standard nel mercato non professionale. Nonostante l'evidente risparmio economico e il vantaggio di non essere vincolati a un solo produttore, l'avvento di un formato ancora più piccolo ed economico ha relegato il 16 mm al campo professionale.

### Formato 8 mm e colore
Nel 1932, Kodak introdusse un nuovo formato, l'8 mm, in grado di inserire ben quattro fotogrammi nello spazio occupato da un fotogramma del formato 16 mm. La principale modalità era il Doppio 8 mm, un nastro largo 16 mm che veniva impresso in due passaggi (uno in ciascuna direzione) per poi essere tagliato a metà dopo lo sviluppo della pellicola. In seguito arrivò la variante già tagliata a 8 mm di larghezza. In entrambi i casi, la quantità di pellicola utilizzata per ciascun fotogramma era stata ridotta ulteriormente, arrivando a un risparmio del 75%. Ciò ha reso la pratica filmica alla portata della famiglia media. Il formato più piccolo ha anche reso possibili cineprese e proiettori più piccoli e portatili.
L'introduzione della pellicola invertibile Kodachrome, per il 16 mm nel 1935 e per l'8 mm nel 1936, ha facilitato l'utilizzo di pellicola a colori per realizzare home movies. La disponibilità di pellicola invertibile, sia in bianco e nero che Kodachrome, fu decisiva in quanto evitava la spesa per lo sviluppo.

### Formato Super 8 e colore
Il formato originale 8 mm è stato ampiamente sostituito, nel giro di pochi anni, dall'introduzione della pellicola Super 8 mm da parte di Kodak nel 1965. Il formato Super 8 mm utilizzava la stessa larghezza del formato standard 8 mm, ma le perforazioni erano più piccole, lasciando spazio a fotogrammi più grandi che producevano un'immagine più chiara. Inoltre, la pellicola Super 8 mm si presentava in cartucce inseribili facilmente nella cinepresa. Al Super 8 mm di fascia alta si poteva anche integrare una traccia audio magnetica, che consentiva di filmare con audio sincrono. Anche il Single 8, formato concorrente prodotto dalla Fujifilm, fu introdotto nel 1965. Utilizzava lo stesso formato del Super 8 mm ma su una base di poliestere più sottile e un tipo diverso di cartuccia.

### Home movies in formato video
L'introduzione del videoregistratore Betamax nel 1975 e VHS nel 1976 ha segnato una rivoluzione nella realizzazione di filmati amatoriali. Le videocassette erano estremamente economiche rispetto ai film e il nastro magnetico poteva anche essere sovrascritto o cancellato. Ciò ha avuto l'effetto di aumentare notevolmente le ore di ripresa. Ci sono voluti alcuni anni affinché le telecamere, i videoregistratori portatili e, in seguito, le videocamere diventassero accessibili a tutti, ma col tempo le tecnologie di riproduzione arrivarono nelle case di tantissime famiglie.

## Polemiche e controversie

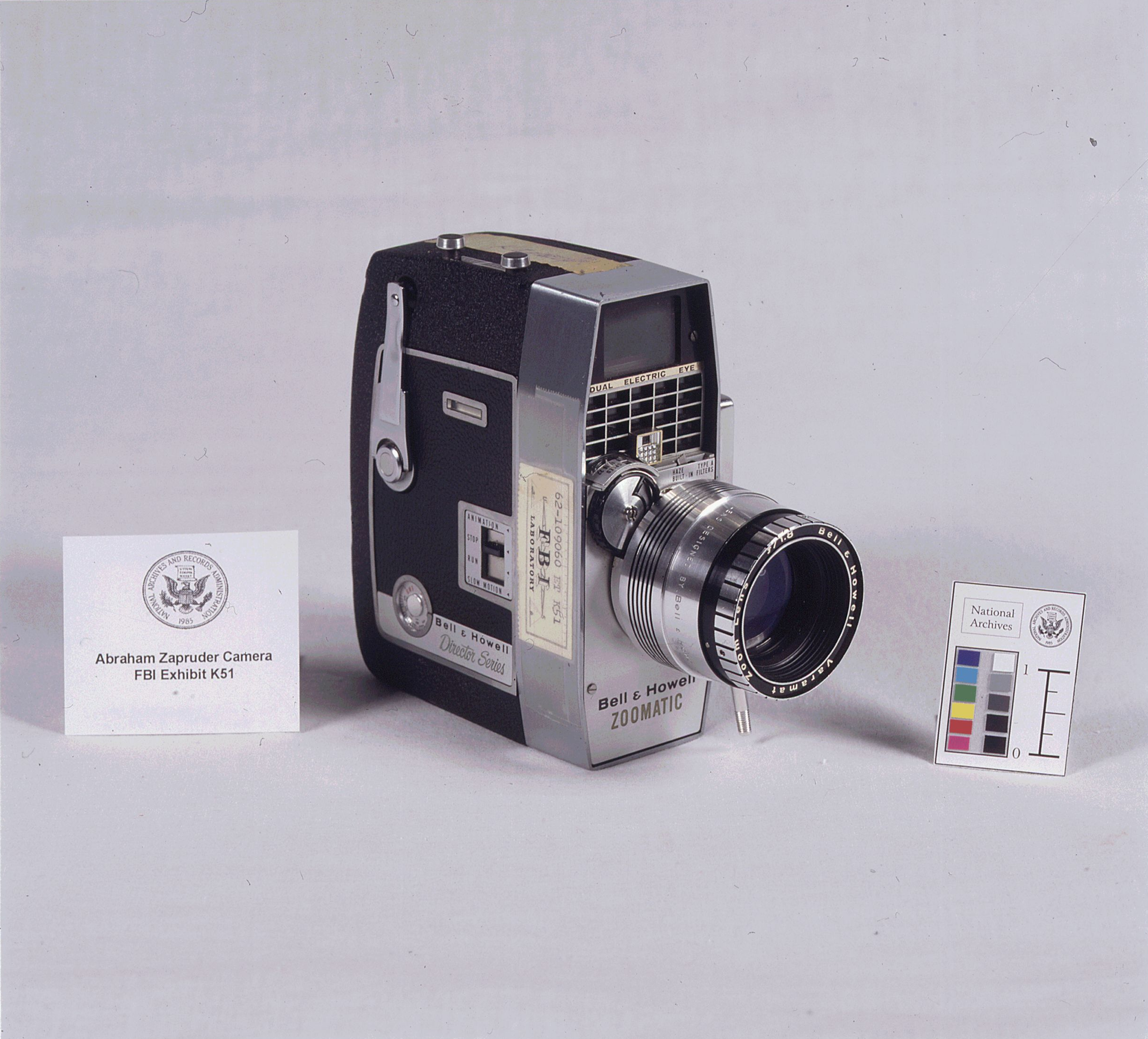
La cinepresa Zoomatic Bell & Howell che Abraham Zapruder usò per filmare accidentalmente l'assassinio di John Fitzgerald Kennedy.

Le dimensioni ridotte delle apparecchiature digitali per realizzare home movies, come smartphone e videocamere più recenti, ha causato preoccupazioni su privacy e sicurezza, fino a provocare il divieto di utilizzarli in alcuni luoghi.
Nonostante la problematica fosse già rilevante prima dell'avvento del video, il supporto digitale ha reso estremamente facile filmare e diffondere video anche a sfondo pornografico: è il caso delle numerose celebrità i cui video intimi sono stati pubblicati senza il consenso delle persone coinvolte. Il video della luna di miele di Pamela Anderson e Tommy Lee del 1998 è stato il primo esempio famoso.
Il fatto che le apparecchiature digitali siano portatili e dall'utilizzo immediato ha alimentato numerose controversie, come il caso del 17 novembre 2006 in cui il comico Michael Richards ha avuto uno scontro verbale di matrice razzista con un membro del pubblico durante un suo spettacolo comico. Gran parte della vicenda è stata filmata col telefono da un altro spettatore e ampiamente diffusa.
I filmati amatoriali hanno giocato un ruolo importante in indagini criminali controverse. Il primo esempio fu il film di Abraham Zapruder sull'assassinio del presidente degli Stati Uniti John Fitzgerald Kennedy, nel 1963, catturato accidentalmente su pellicola Kodachrome con una cinepresa da 8 mm. Il film divenne una prova cruciale per la Commissione Warren che indagò sull'assassinio. Inizialmente vennero pubblicati solo gli ingrandimenti in bianco e nero dei singoli fotogrammi, omettendo il fotogramma più cruento. Fu solo nel 1975 che il pubblico poté vedere le immagini in movimento, con la prima trasmissione in televisione.